# Идяш (приток Чермасана)
Идяш — река в России, протекает по территории Буздякского и Благоварского районов Республики Башкортостан. Устье реки находится в 94 км по левому берегу реки Чермасан. Длина реки — 43 км, площадь водосборного бассейна — 383 км².

## Данные водного реестра
По данным государственного водного реестра России относится к Камскому бассейновому округу, водохозяйственный участок реки — Белая от города Уфы до города Бирска, речной подбассейн реки — Белая. Речной бассейн реки — Кама.